# Sedum aizoon
Sedum aizoon là một loài thực vật có hoa trong họ Crassulaceae. Loài này được Carl von Linné miêu tả khoa học đầu tiên năm 1753.